# Ivaiporã (microregio)
Ivaiporã is een van de 39 microregio's van de Braziliaanse deelstaat Paraná. Zij ligt in de mesoregio Norte Central Paranaense en grenst aan de microregio's Campo Mourão, Faxinal, Floraí, Guarapuava, Pitanga, Prudentópolis en Telêmaco Borba. De microregio heeft een oppervlakte van ca. 6.154 km². In 2006 werd het inwoneraantal geschat op 128.261.
Vijftien gemeenten behoren tot deze microregio:
- Arapuã
- Ariranha do Ivaí
- Cândido de Abreu
- Godoy Moreira
- Grandes Rios
- Ivaiporã
- Jardim Alegre
- Lidianópolis
- Lunardelli
- Manoel Ribas
- Nova Tebas
- Rio Branco do Ivaí
- Rosário do Ivaí
- São João do Ivaí
- São Pedro do Ivaí

Mesoregio's: Centro Ocidental Paranaense · Centro Oriental Paranaense · Centro-Sul Paranaense · Metropolitana de Curitiba · Noroeste Paranaense · Norte Central Paranaense · Norte Pioneiro Paranaense · Oeste Paranaense · Sudeste Paranaense · Sudoeste Paranaense

Microregio's: Apucarana · Assaí · Astorga · Campo Mourão · Capanema · Cascavel · Cerro Azul · Cianorte · Cornélio Procópio · Curitiba · Faxinal · Floraí · Foz do Iguaçu · Francisco Beltrão · Goioerê · Guarapuava · Ibaiti · Irati · Ivaiporã · Jacarezinho · Jaguariaíva · Lapa · Londrina · Maringá · Palmas · Paranaguá · Paranavaí · Pato Branco · Pitanga · Ponta Grossa · Porecatu · Prudentópolis · Rio Negro · São Mateus do Sul · Telêmaco Borba · Toledo · Umuarama · União da Vitória · Wenceslau Braz